# 変形学習
変容学習（へんようがくしゅう、en:Transformative learning）は、「学習者が、これまでに他者から与えられた前提によって成立していた、自身の信念や経験の再評価を導くプロセス」を述べる際に使用される教育理論の用語である。
Merriam (2007) は、「変容学習は、我々と、我々をと取り巻く世界の変化、それも大規模で根本的な変化に関するものである(P123)」と述べた。変容学習理論は、Jack Mezirowによって1978年に最初に開発され、その基礎は、精神分析理論と幾つかの重要な社会理論の上に成り立っている(Merriam,2007)。
変容学習は、より内省的で、よりクリティカルで（決定的な重要事項に焦点を置き）、他者の視点により影響を受けやすいが防衛的でなく、むしろ新しいアイデアにより受容的な性質を持つ。
他にも、この理論を開発し、さらに新しいアイデアを加えた研究者がいる。Robert BoydとPaulo Freireは、その中でも最も傑出した人物である。変容学習理論は、成人教育にとって良いバックグラウンド（背後にある要因や理論の流用可能性など）を備えている為、成人教育のプログラムに適用する事が可能である。
様々な研究者が、成人教育における変容学習理論の適用を成功させる為に、変容学習の実践環境（教育現場）における教師と生徒の役割についての研究に取り組んできた。

## 変容学習理論とJack Mezirow
Jack Mezirow(1994)は、変容学習理論を、「構築主義的で、『経験とは、学習者が自分の感覚を解釈・再解釈するプロセスである』という考えを支持する志向性があり、意味を形成する事に主眼を置く、故に“学習する”という事である」と表現した(Mezirow, 1994, p. 222)。この理論は以下の2種類の学習法を含む。
- 道具的学習(Instrumental learning)
- コミュニカティブ（コミュニケーションに視点を置いた）学習(communicative learning)

道具的学習は、タスク志向な問題解決と因果関係の特定に集中する学習法である(Taylor, E. W., 1998, 5)。作業生産性の改善、といった短期的目標の達成において有益である(Mezirow, 1997)。一方、コミュニカティブ学習は、他者がどのように自身の感情やニーズや欲求を伝えるかを理解する事に関するものであり、学習者が、自主的で、クリティカルで、しっかりとした思考・判断に基づいた考え方を身に付ける事を助ける(Mezirow, 1997)。
Jack Mezirowによると(1997)、変容学習の目標は価値判断や行動の「枠組み」(frame of reference)を変える事である。Jack Mezirow(1997)によると、この「枠組み」は証拠のない仮定や前提の集合から成り、この枠組みを通して我々は取り巻く世界を解釈し理解しているという。この「枠組み」は、以下の2つの要素から構成される。
- 習慣的性格(habits of mind)
- 観点、ものの見方(point of view)

前者は、常に文化的、社会的、政治的な行動規範に基づき、（証拠のない）仮定や前提から影響を受けて形成され、後者は、前者によってもたらされる。
人は、クリティカルで深い内省と、自らが以前（無意識に）置いた仮定や前提と信念を分析し始めると、よりオープンで、包括的で、内省的で、そして変化に積極的になる(Choy, 2010)。しかしながら、全ての経験がこうした理由・動機の変化を引き起こす訳ではない。効果的な学習は肯定的な経験からではなく、効果的な内省から得られる。従って、クリティカルな深い内省は、変容学習の中核を成すのである(Mezirow,1997)。

## Robert Boyd
Robert BoydはJack Mezirowの理論を、自身の調査と理解によってさらに発展させた。彼の理論は、個人が、自分自身に働きかける事によって、これまで経験して来た問題に対処し、その結果として、より洗練された人格を発展させる、という能力に注目している。
Jack Mezirowは、理論をより自己内省に関連させたのに対して、Robert Boydは、「優れた識別(discemment)」に焦点を当てた。この「優れた識別」とは、個人が自分自身をどのようなものであるか、イメージやシンボルを使って表現する事を指す。この識別は、①感受（受容）、②認識、そして③「深い悲しみ」、と呼ばれる3つのステップによって構成される。
- 第一に、個人は、進んでオープンな精神を持ち、物事について考える事によって、受容力や感受性を高める。
- 第二に、個人は、変えるべき対象や、取り巻く環境の流れ（変化）を認識する。
- 最後に、そして恐らく最も重要なステップは、「深い悲しみ」である。これは、個人が、物事を行う際に新しい方法を選択する時、または自身の生活に新しいアイデアを取り入れる時、以前自身が選択したステップが、もはや将来に行うべき事として意味を持たなくなってしまった事を悟るという事である。

一般的には、Robert Boydの考える変化とは、「ある個人の人格において、個人的ジレンマの解消や意識の拡張が、人格の統合をもたらすまでの一連の流れを含めた、根本的な変化」と考えられる。Robert Boydは変容学習の定義において、エゴといった個人の内面レベルに関する領域を乗り越え、推察や論理に重きを置いた。

## Paulo Freire
Paulo Freireもまた変容学習に関する研究を行った人物である。Jack Mezirowが個人レベルの変化に焦点を当てたのに対して、Paulo Freireは社会レベルの変化に労力を費やした。しかしながら、Paulo Freireは「決定的に重要な要素に焦点を置いた内省」が変容学習のプロセスにおいて重要な要素である点でJack Mezirowに同意している。
Paulo Freireは、「変容学習の目的を、『学習者がよりクリティカルである事を意識するようになると、その結果、社会を、そして自分自身の現実をより変えられるようになる』という能力の再発見に基づいている、としている」(Taylor, 1998, p. 17)。また彼は、「変化に関わる行動をとる事によって、社会は変化する」と考えている(Taylor, 1998, p. 17)。
Paulo Freireの成人教育への貢献には、以下の３つのコンセプトがあった。
- 第一に、彼は、教師が生徒に知識を与え、生徒が記憶するプロセスにおいて現在十分に自由主義的ではないと考えていた。つまり、学生も何かを（教師や他の生徒に）与え返すものがあり、こういった教師から生徒への知識の教授とその逆の流れが、成人教育において機能していないという点である。
- 第二に、「クリティカルな方法で自己内省と実践を行き来する」実習という考えである (Taylor, 1998, p. 18)。これは、「クリティカルな内省」という観点ではJack Mezirowのコンセプトと基本的には同じである。
- 第三に、「生徒と教師の水平的関係」(Taylor, 1998, p. 18)である。これは、生徒と教師が同じレベルで（教育現場で）取り組む事に関係がある。この基本的な考え方は成人教育でよく見られ、成人教育のほとんどのコンセプトが支持するものである。このアイデアを、人々が快適に共有・コミュニケーションを行う環境を作る為に使う事は、成人教育においては特に重要である。

## 変容学習理論の成人教育に関するベストプラクティス
Taylor(1988)は変容学習を実践する為の、以下の点を推奨した。
- 「理想的な学習の条件は、安心感、オープンさ、そして信頼感といった感情を促進する事である」(Taylor, 1998, p. 53)
- 「学習者主導の教育形態を支持した効果的な指導法は」「生徒の自主性、参加と協働を促進する」(Taylor, 1998, p. 53)
- 「他者のものの見方、問題提起、クリティカルな内省の仕方を洞察する事は学習上重要な活動である」(Taylor, 1998, p. 54)

生徒に質の高い変容学習の学習経験を提供する為に、先生が検討するべき事柄やコミュニケーションの方法が幾つかある。
教師が持つべき特質として、「相手に信頼を寄せ、共感的で、思いやりがあり、信頼の持てる、誠実な、そして高い品性」があるという (Taylor, 1998, p. 54)また、「変容学習理論を使用する際に、フィードバックと自己評価の機会を生徒に与える事」は重要である。(Taylor, 1998, p. 54)
同様に、I(1998)は変容学習を適用したクラスで教師と生徒が担うべき幾つかの役割について述べている。
- 第一に、教師は、生徒と教師が互いに思いやりのある関係を築く為に、信頼感と配慮の行き届いた学習環境を育てる必要がある。
- 第二に、生徒は、「変容学習が正しく機能する」良い学びの場を確立する為に、責任を分担して引き受ける必要がある。

Jack Mezirow(1994)によると、教育者の役割について、以下の点を挙げた。
- 生徒が、自身の信念・感情・行動に集中し、それを丹念に調べるのを助ける。例えば、ある話題でのディスカッションに関する、自身の信念・感情・行動について考える時間を作る為の練習を行うべきである。「Think-pair-share」という、少人数グループであるトピックに関する信念・感情・行動についてディスカッションを行う練習を使ったりする事も可能である。
- 生徒の仮定や前提の因果関係を評価する。例えば、あるトピックに関して生徒が持っているの仮定や前提について気づかせる。次に類似する仮定や前提を持っている生徒をグループ分けし、ある一つの出来事についてディスカッションを行い、どれだけものの見方がグループで異なるかを比較する。
- 生徒の内省の自己対話に効果的に参加する事によって、学習者の仮定や前提の有効性をテストする。（上記の出来事において）最初の前提や仮定に何が起こったのか、その出来事の中でも正しかったかをチェックする事について考えるよう働きかける。

勿論、実際の成人教育に幾多の方法が存在するが、成人教育に変容学習を適用する場合、唯一の正しい方法というものは存在しない。

## 参照
Taylor, E. W. (1998). The theory and practice of transformative learning: A critical revicw. (Contract No. RR93002001). Columbus, OH: Center on Education and Training for Employment. (ERIC Document Reproduction Service No. ED423422)
Imel, S. (1998). Transformative learning in adulthood. (Report No. EDO-CE-98-200). Columbus, OH: Adult, Career, and Vocational Education. (ERIC Document Reproduction Service No. ED423426)
Mezirow, J. (1994). Understanding transformation theory. Adult Education Quarterly. 44(4), 222-232.
Mezirow.J.(1997). Transformative learning: theory to practice.New Directions for Adult and Continuing Education.no.74, summer 1997. Jossey-Bass Publishers.
Choy.s. (2010). Transformational Learning in the workplace. Journal of Transformative Education.7(1).65-84.
Merriam, S. B., Caffarella, R. S. & Baumgartner, L. M. (2007). Learning in adulthood: A comprehensive guide. 3rd edition. San Francisco: Jossey-Bass, Inc. ISBN 0787975885.